# ویلینگتون اورتیس
ویلینگتون اورتیس (اسپانیایی: Willington Ortiz‎؛ زادهٔ ۲۶ مارس ۱۹۵۲) بازیکن فوتبال اهل کلمبیا بود.
از باشگاه‌هایی که در آن بازی کرده‌است می‌توان به باشگاه ورزشی دیپورتیوو کالی، باشگاه فوتبال آمریکا ده کالی، و باشگاه فوتبال میلوناریوس اشاره کرد.
وی همچنین در تیم ملی فوتبال کلمبیا بازی کرده‌است.